# Nikolče Noveski
Nikolče Noveski (Macedonisch: Николче Новески) (Bitola, 28 april 1979) is een Macedonisch betaald voetballer die bij voorkeur als verdediger speelt. Hij verruilde in 2004 FC Erzgebirge Aue voor Mainz 05, waar hij in maart 2014 zijn contract verlengde tot medio 2015. In 2007 werd hij bij Mainz benoemd tot aanvoerder. Noveski debuteerde in 2004 in het Macedonisch voetbalelftal.